# Acido telluroso
L'acido telluroso è un composto inorganico con formula chimica H2TeO3 la quale si può scrivere, in modo alternativo, come (HO)2TeO. È un ossiacido del tellurio (IV).

## Produzione
In linea di principio, l'acido telluroso si forma per idrolisi del diossido di tellurio. La base coniugata è ben nota nella forma di numerosi sali come l'acido potassio tellurito KHTeO3.
L'acido telluroso si forma anche per l'idrolisi, piuttosto rapida, del tetrafluoruro di tellurio (TeF4).

## Proprietà
È un acido molto debole, insolubile in acqua e appare come un cristallo bianco.
Contrariamente all'acido selenioso, un composto analogo, l'acido telluroso è solo metastabile.
Numerosi sali di tullerito contengono lo ione TeO32-; l'ossidazione di questi ioni in soluzione acquosa con perossido di idrogeno, produce lo ione tullerato. È spesso preparato in soluzione acquosa dove attua come acido debole.
Si decompone con un leggero riscaldamento (circa 40 °C) secondo la reazione:
{\displaystyle {\ce {H2TeO3 -> TeO2 + H2O}}}
ed è un forte ossidante, per esempio nella reazione con acido cloridrico:
{\displaystyle {\ce {H2TeO3 + 4HCl -> Te v + 2Cl2 + 3H2O}}}